# Liste der Nummer-eins-Country-Alben in den USA (1996)
Dies ist eine Liste der Nummer-eins-Alben in den von Billboard ermittelten Verkaufscharts für Country-Alben in den USA im Jahr 1996. In diesem Jahr gab es sieben Nummer-eins-Alben.

| ← 1995 ← | Liste der Nummer-eins-Country-Alben in den USA | Liste der Nummer-eins-Country-Alben in den USA | Liste der Nummer-eins-Country-Alben in den USA | 1997 →                    |
| \| Zeitraum \| Wo. ges. \| Interpret \| Titel \| Zusätzliche Informationen \| \| (Zeitraum, Wochen auf Platz eins, Interpret, Titel, zusätzliche Informationen) \| \| \| \| \| \| ------------------------------------------------------------------------------ \| -------- \| ------------- \| -------------------- \| ------------------------- \| \| 30. Dezember 1995 – 26. Januar 1996 4 Wochen (insgesamt 7) \| 7 \| Garth Brooks \| Fresh Horses[1] \| — \| \| 27. Januar 1996 – 3. Mai 1996 14 Wochen (insgesamt 25) \| 25 \| Shania Twain \| The Woman in Me[2] \| — \| \| 4. Mai 1996 – 10. Mai 1996 1 Woche (insgesamt 1) \| 1 \| Brooks & Dunn \| Borderline[3] \| — \| \| 11. Mai 1996 – 17. Mai 1996 1 Woche (insgesamt 1) \| 1 \| George Strait \| Blue Clear Sky[4] \| — \| \| 18. Mai 1996 – 28. Juni 1996 6 Wochen (insgesamt 7) \| 7 \| Brooks & Dunn \| Borderline \| — \| \| 29. Juni 1996 – 26. Juli 1996 4 Wochen (insgesamt 29) \| 29 \| Shania Twain \| The Woman in Me \| — \| \| 27. Juli 1996 – 15. November 1996 16 Wochen (insgesamt 16) \| 16 \| LeAnn Rimes \| Blue[5] \| — \| \| 16. November 1996 – 29. November 1996 2 Wochen (insgesamt 3) \| 3 \| Alan Jackson \| Everything I Love[6] \| — \| \| 30. November 1996 – 6. Dezember 1996 1 Woche (insgesamt 1) \| 1 \| Reba McEntire \| What If It’s You[7] \| — \| \| 7. Dezember 1996 – 13. Dezember 1996 1 Woche (insgesamt 4) \| 4 \| Alan Jackson \| Everything I Love \| — \| \| 14. Dezember 1996 – 27. Dezember 1996 2 Wochen (insgesamt 18) \| 18 \| LeAnn Rimes \| Blue \| — \| |                                                |                                                |                                                |                           |
| ← 1995 |                                                |                                                |                                                | → 1997 →                  |
| Zeitraum | Wo. ges.                                       | Interpret                                      | Titel                                          | Zusätzliche Informationen |
| (Zeitraum, Wochen auf Platz eins, Interpret, Titel, zusätzliche Informationen) |                                                |                                                |                                                |                           |
| 30. Dezember 1995 – 26. Januar 1996 4 Wochen (insgesamt 7) | 7                                              | Garth Brooks                                   | Fresh Horses                                   | —                         |
| 27. Januar 1996 – 3. Mai 1996 14 Wochen (insgesamt 25) | 25                                             | Shania Twain                                   | The Woman in Me                                | —                         |
| 4. Mai 1996 – 10. Mai 1996 1 Woche (insgesamt 1) | 1                                              | Brooks & Dunn                                  | Borderline                                     | —                         |
| 11. Mai 1996 – 17. Mai 1996 1 Woche (insgesamt 1) | 1                                              | George Strait                                  | Blue Clear Sky                                 | —                         |
| 18. Mai 1996 – 28. Juni 1996 6 Wochen (insgesamt 7) | 7                                              | Brooks & Dunn                                  | Borderline                                     | —                         |
| 29. Juni 1996 – 26. Juli 1996 4 Wochen (insgesamt 29) | 29                                             | Shania Twain                                   | The Woman in Me                                | —                         |
| 27. Juli 1996 – 15. November 1996 16 Wochen (insgesamt 16) | 16                                             | LeAnn Rimes                                    | Blue                                           | —                         |
| 16. November 1996 – 29. November 1996 2 Wochen (insgesamt 3) | 3                                              | Alan Jackson                                   | Everything I Love                              | —                         |
| 30. November 1996 – 6. Dezember 1996 1 Woche (insgesamt 1) | 1                                              | Reba McEntire                                  | What If It’s You                               | —                         |
| 7. Dezember 1996 – 13. Dezember 1996 1 Woche (insgesamt 4) | 4                                              | Alan Jackson                                   | Everything I Love                              | —                         |
| 14. Dezember 1996 – 27. Dezember 1996 2 Wochen (insgesamt 18) | 18                                             | LeAnn Rimes                                    | Blue                                           | —                         |